# Thái Bá Vân

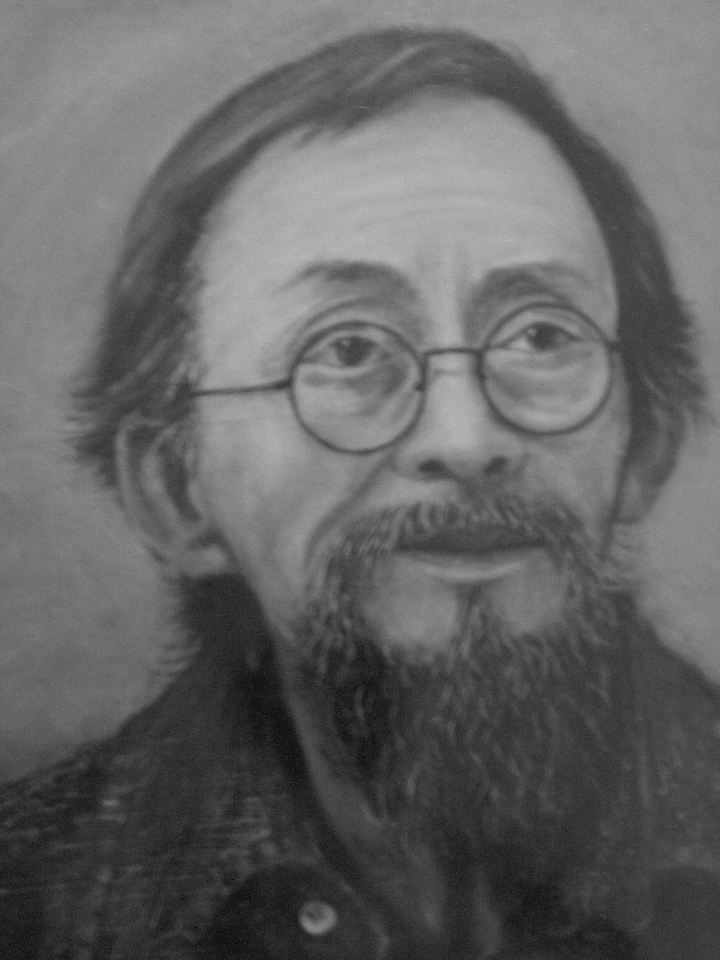
Tranh sơn dầu Thái Bá Vân của Đinh Quang Tỉnh

Thái Bá Vân (1934 - 1999) là một nhà nghiên cứu và phê bình mỹ thuật Việt Nam.

## Tiểu sử
Ông sinh ngày 2 tháng 1 năm 1934 tại huyện Đô Lương, Nghệ An. Ông tốt nghiệp khoa Sử học nghệ thuật, trường Đại học Karlova, Praha, Tiệp Khắc giai đoạn từ 1955 đến 1961, rồi về công tác tại Viện Mỹ thuật Hà Nội khi vừa mới thành lập năm 1962. Trở lại Tiệp Khắc làm thực tập viên ưu tú của Viện hàn lâm khoa học Slovaki và Đại học Mỹ thuật Bratislava trong năm 1985. Về nước ông công tác tại viện Mỹ thuật Việt Nam cho đến lúc về hưu 1996. Ông mất năm 1999.

## Tác phẩm
Thái Bá Vân viết không nhiều, nhưng những bài viết của ông mang dấu ấn riêng, sâu sắc, độc đáo và độc lập được tập hợp chủ yếu trong tác phẩm Tiếp xúc với Nghệ thuật do Viện Mỹ thuật Việt Nam ấn hành.
- Tính lịch sử riêng của nghệ thuật
- Tiếp xúc với tác phẩm
- Hiện thực không phải là cái ta nhìn thấy bằng con mắt, mà là cái ta quan niệm bằng tâm tưởng.
- Hai lần thay đổi mô hình thẩm mỹ
- Về sự tiếp biến văn hóa của nghệ thuật
- Cảm hứng nguyên thủy trong mỹ thuật hiện đại
- Nghệ thuật trừu tượng lịch sử & nghệ thuật trừu tượng thẩm mỹ
- Điều còn bất công của lịch sử
- Phần nhân loại trong truyền thống
- Tiếp xúc của mỹ thuật hiện đại Việt Nam với thế giới
- Sử học nghệ thuật như một hệ thống
- Con hơn cha là nhà có phúc
- Nghệ thuật thiền
- Vasari - cha đẻ của khoa sử học mỹ thuật
- Tâm hồn Nga
- Acađêmi Nga
- Sandaga hay sáu chuẩn của hội họa Ấn Độ
- Những khởi điểm của mỹ thuật hiện đại
- Đọc "Một số nền mỹ thuật thế giới" của Nguyễn Phi Hoanh
- Tìm một lối nghiên cứu, phê bình mỹ thuật